# گونه‌های در معرض خطر (فیلم ۲۰۰۳)
گونه‌های در معرض خطر (انگلیسی: Endangered Species) فیلمی در ژانر ترسناک و علمی–تخیلی است. از بازیگران آن می‌توان به اریک رابرتز، آرنولد وسلو، جان ریس-دیویس، تونی لو بیانکو، و ال ساپینزا اشاره کرد.